# 今野忠一
今野 忠一（こんの ちゅういち、本名：今野 忠市、1915年3月26日 - 2006年4月15日）は、山形県天童市出身の日本画家。埼玉県在住。故郷の蔵王や月山を始め、多くの山岳や巨木を題材に、前景から背景まで分厚く塗る重厚な作風で知られた。
1931年南画家の後藤松亭に入門し、松石と号す。1934年高嶋祥光を頼って上京し、児玉希望の門人となり、欣泉と号して写実的な風景画を学ぶ。1940年には新海竹蔵を介して郷倉千靱の草樹社に入塾、忠一と号して花鳥画に取り組む。1940年第27回院展に「菜園」が初入選。
戦後も院展に入選を続け、1954年「晩彩」、1956年「残雪」、1959年「吾妻早春」がいずれも奨励賞を受賞。1955年「暮秋」で日本美術院賞、1957年「樹と鷺」が同賞次賞、1958年「老樹」で同次賞・文部大臣賞を受賞。1959年院展同人に推挙された。1977年「妙義」で内閣総理大臣賞を受賞。1978年から1988年まで、愛知県立芸術大学日本画科主任教授。1988年日本美術院理事。1992年から1996年まで『中央公論』の表紙絵を担当。その他、三島由紀夫著『金閣寺』の装丁を務めた。1992年東北芸術工科大学芸術学部美術科主任教授。2001年日本美術院常務理事。
作品の多くは出生地の山形県天童市にある天童市美術館に収蔵されているが、日本の現代作家としては唯一、イギリス・ロンドンの大英博物館に「早春の響き」が収蔵されている。近年、私家版の画集が大英博物館の図書館に収蔵されている。